# Pareusychius defurcus
Pareusychius defurcus är en insektsart som först beskrevs av Christiane Amédégnato och Poulain 1986.  Pareusychius defurcus ingår i släktet Pareusychius och familjen Romaleidae. Inga underarter finns listade i Catalogue of Life.